# Joey Keane
Joey Keane, född 2 juli 1999, är en amerikansk professionell ishockeyback som är kontrakterad till Carolina Hurricanes i National Hockey League (NHL) och spelar för Chicago Wolves i American Hockey League (AHL). Han har tidigare spelat för Hartford Wolf Pack och Charlotte Checkers i AHL; Barrie Colts och London Knights i Ontario Hockey League (OHL) samt Dubuque Fighting Saints i United States Hockey League (USHL).
Keane draftades av New York Rangers i tredje rundan i 2018 års draft som 88:e spelare totalt.

## Statistik
| 2012–2013  | Chicago Mission U13     | HPHL       | 17  | 5  | 16 | 21  | 22  | —  | — | —  | —  | —  |
| 2013–2014  | Chicago Mission U14     | HPHL       | 17  | 4  | 15 | 19  | 14  | —  | — | —  | —  | —  |
| 2014–2015  | Chicago Mission U16     | HPHL       | 26  | 4  | 7  | 11  | 30  | —  | — | —  | —  | —  |
| 2015–2016  | Dubuque Fighting Saints | USHL       | 55  | 2  | 9  | 11  | 51  | 12 | 1 | 1  | 2  | 2  |
| 2016–2017  | Barrie Colts            | OHL        | 67  | 1  | 18 | 19  | 61  | —  | — | —  | —  | —  |
| 2017–2018  | Barrie Colts            | OHL        | 62  | 12 | 32 | 44  | 52  | 12 | 0 | 7  | 7  | 8  |
| 2018–2019  | Barrie Colts            | OHL        | 29  | 4  | 16 | 20  | 46  | —  | — | —  | —  | —  |
|            | London Knights          | OHL        | 37  | 4  | 15 | 19  | 57  | 11 | 0 | 5  | 5  | 6  |
| 2019–2020  | Hartford Wolf Pack      | AHL        | 49  | 8  | 22 | 30  | 32  | —  | — | —  | —  | —  |
|            | Charlotte Checkers      | AHL        | 9   | 1  | 6  | 7   | 4   | —  | — | —  | —  | —  |
| 2020–2021  | Carolina Hurricanes     | NHL        | 1   | 0  | 0  | 0   | 0   | —  | — | —  | —  | —  |
|            | Chicago Wolves          | AHL        | 21  | 0  | 12 | 12  | 31  | —  | — | —  | —  | —  |
| NHL totalt | NHL totalt              | NHL totalt | 1   | 0  | 0  | 0   | 0   | —  | — | —  | —  | —  |
| AHL totalt | AHL totalt              | AHL totalt | 79  | 9  | 40 | 49  | 67  | —  | — | —  | —  | —  |
| OHL totalt | OHL totalt              | OHL totalt | 195 | 21 | 81 | 102 | 216 | 23 | 0 | 12 | 12 | 14 |

### Internationellt
| Källa: Uppdaterad: 2021-05-11 | Källa: Uppdaterad: 2021-05-11 | Källa: Uppdaterad: 2021-05-11 |         | Utv = Utvisningsminuter | Utv = Utvisningsminuter | Utv = Utvisningsminuter | Utv = Utvisningsminuter | Utv = Utvisningsminuter |
| År                            | Lag                           | Mästerskap                    | Matcher | Mål                     | Assists                 | Poäng                   | Utv                     |                         |
| ----------------------------- | ----------------------------- | ----------------------------- | ------- | ----------------------- | ----------------------- | ----------------------- | ----------------------- | ----------------------- |
| 2016                          | USA                           | Ivan Hlinka                   | 4       | 0                       | 0                       | 0                       | 10                      |                         |
| Junior totalt                 | Junior totalt                 | Junior totalt                 | 4       | 0                       | 0                       | 0                       | 10                      |                         |